# Tizi Ouzou

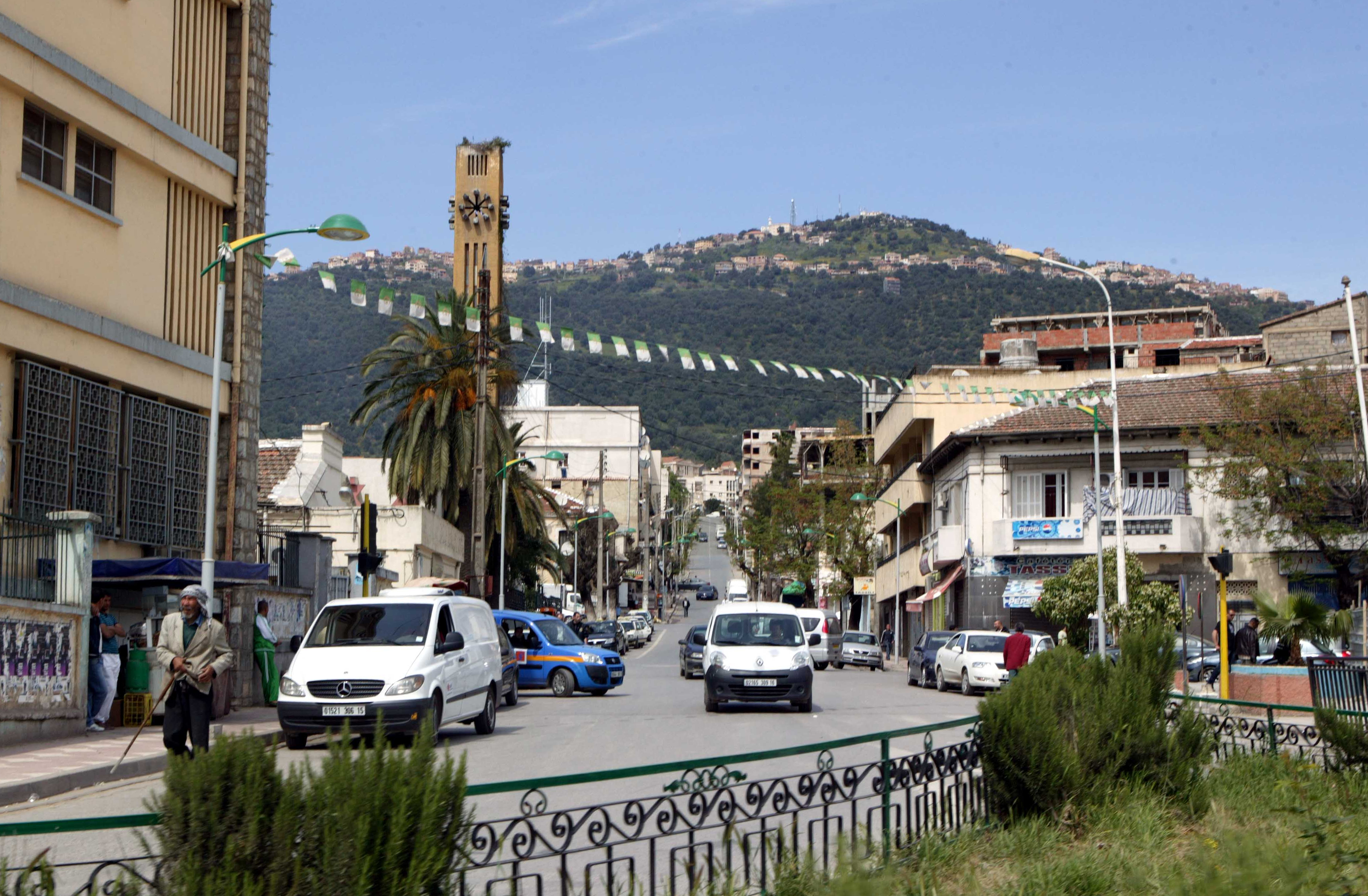
Gata i Tizi Ouzou.

Tizi Ouzou (arabiska تيزي وزو) är en stad och kommun i norra Algeriet och är administrativ huvudort för en provins med samma namn. Folkmängden i kommunen uppgick till 135 088 invånare vid folkräkningen 2008, varav 104 312 invånare bodde i centralorten.